# Made in Belgrade
Made in Belgrade je prvi studijski album ženske pop-dens grupe Models. Album je izdat 1997. godine za diskografsku kuću Komuna.    Album je snimljen u studiju izdavačke kuće Komuna, a na albumu se nalazilo osam pesama od čega su za četiri pesme uradjeni spotovi a pesme je birao producent i osnivač grupe Milan Vrbić Vrba. Kanije odnosno 2001. godine su pesme iskorišćena za Album The best of 5 godina.   

## Spisak pesama
| №  | Naziv         | Trajanje |
| -- | ------------- | -------- |
| 1. | Jedan, dva    |          |
| 2. | Ritam         |          |
| 3. | Jugoslovenka  |          |
| 4. | Sexy-taxsi    |          |
| 5. | Šef stanice   |          |
| 6. | Rano je       |          |
| 7. | Apsolutno moj |          |
| 8. | Do ludila     |          |